# Andliga övningar
Andliga övningar (lat. Exercitia spiritualia, sp. Ejercicios espirituales), bokverk av Ignatius av Loyola. År 1548, drygt 25 år efter det att han gjorde sina första djupa erfarenheter av Gud, kom Ignatius ut med boken Andliga övningar. Boken är i första hand till för andliga vägledare, men kan även vara till glädje för den som själv övar sig. Boken Andliga övningar är ett resultat dels av Ignatius egna erfarenheter av meditation och kontemplation, dels av sina erfarenheter som andlig vägledare.
Olika typer av "andliga övningar" hade existerat tidigare, men Ignatius gav dem en klassisk utformning. Under intensiv ledning av den s.k. exercitiemästaren under fyra veckor, med meditationsövningar i tystnad och ensamhet, skall ett existentiellt beslut fattas inför Gud.
De andliga övningarna går ut på att se sitt eget liv i ljuset av Jesu Kristi liv, lidande, död och uppståndelse med hjälp av olika former av bön. De syftar till att göra människan till en fri person genom att bekämpa det onda och komma underfund med Guds vilja med ens liv. Ignatius själv definierar saken på följande sätt: ”namnet ’andliga övningar’ avser varje sätt att rannsaka sitt samvete, att meditera, att kontemplera, att be högt respektive tyst i sitt inre. Ty liksom att promenera, vandra och springa är kroppsliga övningar, så är andliga övningar en benämning på varje sätt att förbereda och rusta själen för att frigöra sig från alla oordnade böjelser och, efter att ha frigjort sig från dem, att söka och finna den gudomliga viljan med det egna livets inriktning mot själens frälsning” (Andliga övningar 1). Grundtanken är att människan behöver överge sin självupptagenhet och istället bli upptagen av Gud. Allt som hindrar henne från att gå i Jesu fotspår skall avlägsnas. Följdriktigt definierar Ignatius övningarna på ett annat ställe (Andliga övningar 21) enligt följande: ”Andliga övningar för att övervinna sig själv och ordna sitt liv, utan att låta sig styras av någon enda oordnad böjelse.” Den inre friheten skapar utrymme för en lyhördhet för Kristi alldeles unika kallelse och vilja med var och en.
Övningarna är inriktade på ett konkret och personligt ställningstagande till olika handlingsalternativ. Min relation till mina medmänniskor, till en kyrklig gemenskap och till Gud, liksom allt det som finns i mitt inre, kan betraktas som ett drama. Detta drama, vars handling skapas här och nu, har sin klimax i alla de beslut jag står inför, stora som små. Hur skall jag gestalta mitt liv? Vem vill jag vara för mina medmänniskor? Vad är Guds vilja med mig? Andliga övningar handlar om att skilja mellan gott och ont, mellan konstruktiva och destruktiva krafter, mellan ljus och mörker. Ignatius syn på människan utgår från att hon är kapabel att samverka med Gud och är fri att med den helige Andes hjälp fatta beslut.